# Prinsessen og det halve kongerige
Prinsessen og det halve kongerige is een sprookje annex een toneelstuk in vijf aktes van de Deen Holger Drachmann. 

## Toneelstuk
De prinses en het halve koninkrijk was oorspronkelijke een gedicht op rijm uit 1878. Het toneelstuk werd voor het eerst uitgevoerd in de avondvoorstelling op 26 december 1905 in het Casino in Kopenhagen. Het toneelstuk ging vergezeld van muziek door Fini Henriques. 

## Oslo
Het Nationaltheatret in Oslo zag ook wel wat in het toneelstuk; het was vrij succesvol in Kopenhagen. Om het nationalistisch gevoel van de Noren goed te stemmen bedachten ze dat het beter was de muziek van de Deense componist te vervangen door muziek van de Noor Johan Halvorsen. Hij was immers muzikaal leider van het theater en de dirigent van het orkest. Halvorsen zag er niets in, maar kwam met een aantal stukken: een ouverture, een contredans, een stuk met de titel In de Dom, het gezang Sværdliljen en een lied te zingen door de prinses. De muziek bleef beperkt tot bij het toneelstuk, maar Sværdliljen (Zwaardlelie) bleef een tijdje als apart uit te voeren lied voor zangstem en piano over.